# Xylocopa alternata
Xylocopa alternata är en biart som beskrevs av Pérez 1901. Xylocopa alternata ingår i släktet snickarbin, och familjen långtungebin. Inga underarter finns listade i Catalogue of Life.